# Розенкройцери
Розенкройцери (нім. Rosenkreuzer) — члени таємного товариства релігійно-містичного спрямування у Європі в XV—XVII століттях. Легендарним засновником був Крістіан Розенкройц (Ch. Rosenkreuz, раніше Rosencreutz). 

## Історія
За переказами, Крістіан Розенкройц народився близько 1378 року в Німеччині у збіднілій дворянській родині. У дитячому віці його віддали на виховання до монастиря. В 16 років він відправився до Святої Землі. Побував у Сирії, Єгипті, Марокко, де вивчав магію і кабалістику. Повернувшись до свого монастиря у Німеччині, він близько 1407 року разом із 3-ма учнями заснував таємне Братство Рози й Хреста («Fraternitas Rosae Crucis»). Метою було пізнати божественну мудрість, розкрити таємниці природи та допомагати людям. До Братства залучили ще 4-ох учнів. Всі розенкройцери були докторами та бакалаврами, семеро з них були німцями. Свою резиденцію вони називали «Домом Святого Духа», а себе «Божими друзями». Враховуючи сумний досвід тамплієрів, Братство було добре законспірованим, дотримувалося суворих правил. Згодом, щоб удосконалити знання, вони вирішили розійтися в інші країни. Перед тим було укладено статут із 6 правил:
- Братство має перебувати в таємниці 100 років
- «R.C.» буде їхнім знаком, гаслом і вдачею
- ніхто з членів Братства не повинен займатися нічим іншим, окрім як лікуванням хворих безоплатно
- пристосовуватися до законів і звичаїв тієї країни, де збираються працювати, нічим не виказувати приналежності до Братства
- кожен зобов'язаний щороку у визначений час прибувати до монастиря (в «Дім Святого Духа») на збори Братства, або повідомити причину відсутності
- кожен має шукати того, хто заступить його після смерті

Крістіан Розенкройц помер 1484 року і був похований у таємній гробниці в «Домі Святого Духа». За заповітом, його могилу мали розкрити, коли настане відповідний час — через 120 років.
Згодом суворі правила було пом'якшено і в епоху Ренесансу до Братства почали допускати свідомих людей. Деякі свідчення вказують, що Парацельс був знайомий з таємницею розенкройцерів. До членів Братства зараховували Леонардо да Вінчі, Франсуа Рабле, Генріха Корнелія Агріппу Ноттесгеймського. Проте ніяких свідчень в історичних документах про розенкройцерів все ще немає, окрім поодиноких згадок і натяків про якесь таємне товариство фізиків і алхіміків, котрі шукають Філософський камінь.
Коли у 1583 р. Прага стає резиденцією кайзера Рудольфа II, до його двору зі всієї Європи стікаються мистці, алхіміки, астрологи, маги, серед яких, очевидно, не бракувало розенкройцерів. Один з них, Джон Ді, перебував у 1584-1586 роках при дворі Рудольфа. Повернувшись 1594-го до Лондона, Джон Ді продовжував езотеричні студії, підтримував ідею загальноєвропейського товариства філософів, математиків, професорів, астрологів, як і Тихо Браге і Йоганн Кеплер, котрі теж працювали у Празі (ідея «Незримої колегії»). Ідеї розенкройцерів були відомі англійським філософам Френсісові Бекону, Роберту Фладду.
У 1604 р., коли настав час оприлюднити деякі одкровення і таємниці, вісім братів-розенкройцерів розкрили гробницю Крістіана Розенкройца.
У 1611 р. Рудольфа II заставили зректися престолу. Кайзером стає його брат Матіас, столиця Рейху повертається до Відня. Розенкройцери перебираються з Праги під крило курфюрста Фрідріха V Пфальцького до Гейдельберга. З нагоди одруження Фрідріха з англійською принцесою Єлизаветою, дочкою короля Джеймса I у 1613 році в Гейдельбергу було споруджено фантастичні висячі сади у формі лабіринту з дивовижними механізмами, що стало відображенням таємної доктрини та втіленням мрії розенкройцерів. Синхронно з цими подіями розенкройцерська таємниця виходить у світ. Було надруковано 2 їхні маніфести — у 1614 р. Вільгельм Мойєр Вассель видав у Касселі книгу «Загальна і вседоступна реформа Всесвіту» з додатком «Fama Fraternitalis» («Слава Братства»), де заявлено про існування таємного братства алхіміків і мудреців, що ставить за мету реформувати науку, релігію і мистецтво, і подано історію Братства, і водночас вийшла книга «Confessio Fraternitatis Rosae Crucis» «Сповідь Братства Троянди та Хреста», в якій описано дух і мету розенкройцерів. Їхнім автором (можливо, безпідставно) вважають Йоганна Валентина Андреа Герренберга з Вюртемберга. Обидві публікації викликали могутній спалах активності у Німеччині та Чехії: тільки за 6 років вийшло друком понад 200 творів, підписаних криптонімом «R.C.». Цей період називають «Розенкройцерським Просвітництвом». Члени Братства почали відкрито носити свої відзнаки: блакитну стрічку із золотим хрестом, в центрі якого рубінова троянда, і чорний шовковий шнурок у петлиці чорного каптана (це означало, що людина швидше повіситься, аніж зрадить таємницю), дехто вистригав волосся між лобом і маківкою, як каторжани. Свої емблеми розенкройцери запозичили з Єгипту; троянда означала вічну і незмінну матерію, хрест був символом плодотворного духу. Велике місце у вченні розенкройцерів займало етичне самовдосконалення, заняття окультними науками магією, кабалою, алхімією, астрологією. Щоб реформувати науку, об'єднавши філософію й етику на основі метафізики, розгадати таємниці природи треба було знайти Вічний двигун (Perpetuum Mobile) і Філософський камінь (Capis Philosophorum). Для лікування хвороб був потрібен еліксир життя. Окрім цього, необхідно покращити суспільний устрій, замінивши монархії правлінням обраних філософів. Елементи розекройцерської доктрини присутні у численних тогочасних міфах, літературних творах, зокрема у Шекспіра. Зрозуміло, що католицька верхівка і монархічні двори вважали такі ідеї небезпечними та шкідливими.
На той час у Німеччині наростає хаос. У травні 1618 р. у Празі збунтувалися дворяни-протестанти, що стало початком Тридцятилітньої війни. Наступного року помер кайзер Матіас. Чеські протестанти запросили на трон до Праги Фрідріха V Пфальцького і коронували його як короля Чехії. У відповідь католики на чолі з кайзером Фердинандом II змобілізували сили й розгромили чехів під Білою Горою. Фрідріх Пфальцький емігрував до Голландії в Гаагу. У Німеччині розгорілася нищівна війна між католиками та протестантами, в її полум'ї було зруйновано чудовий палац у Гейдельберзі. У Європі перемагає Контрреформація. Розенкройцери змушені повертатися в підпілля, вони покидають Німеччину і перебираються до кальвіністської Голландії. Таємні товариства розенкройцерів виникають у Гаазі (1622 р. — Братство Розенкройцерів), Амстердамі (Академія Алхіміків), Гарлемі, а звідти поширюються по Європі. У 1622 р. у Парижі на центральній міській площі з'явилися 2 афіші: «Ми, депутати Вищої колегії Рози-Хреста, дійсно перебуваємо, явно і незримо, у цьому місті. Ми сповіщаємо людей без допомоги книги записів мовами тих країн, де вирішили зупинитися, аби врятувати собі подібних від смертельно небезпечних помилок» і друга: «Той, хто хоче дізнатися про нас із простої цікавості, ніколи не зможе пізнати нас. Але той, хто щиро прагне увійти до нашого братства, від нас, здатних пізнати людські думки, отримає докази істинності наших обіцянок. Ми не відкриємо місця нашого перебування в цьому місті, але думки того, хто читає ці рядки, поєднані з волею, дозволять йому пізнати нас, а нам його». Ці повідомлення викликали справжню сенсацію і страх у церкви. Католицькі кола мобілізувалися, і у Франції перемогла Контрреформація. Тут розенкройцери теж не досягли успіху. Декарт, у творах якого присутні розенкройцерські ідеї й про якого говорили, що є членом Братства, 1628 р. емігрував із Франції до Голландії; там його ученицею стала Єлизавета, дочка Фрідріха Пфальцького. 
Розенкройцерів починають переслідувати й у протестантській Голландії і близько 1640 р. вони перебираються до Англії під захист короля Карла I. У 1645 р. у Лондоні зібралися «Любителі наук» на чолі з Еліасом Ешмолом, який редагував праці Джона Ді. До них приєдналися кілька розенкройцерів — втікачів з Німеччини — Теодор Хаак і Джон Вілкінс, капелан курфюрста Пфальцького. Такі зібрання надалі відбувалися регулярно в Лондоні і Оксфорді. Юний Роберт Бойль, який був присутній, повернувшись з Італії, мріяв про власну алхімічну лабораторію, називав їх «Незримим коледжем».
Проте скоро в Англії почалася Революція, потім диктатура Олівера Кромвеля і учасники «Незримого коледжу» продовжували збиратися таємно. У той час розенкройцери влилися до спекулятивного масонства, а після Реставрації Стюартів спричинилися до втілення ідеї «Незримого коледжу»: створення «Любителями науки» 28 листопада 1660 р. «Колегії для розвитку фізико-математичних експериментальних знань», яка згодом прибрала назву Лондонського Королівського товариства для розвитку знань про природу і стала першою у світі Академією Наук.